# Trillium apetalon
Trillium apetalon är en nysrotsväxtart som beskrevs av Tomitaro Makino. Trillium apetalon ingår i släktet treblad, och familjen nysrotsväxter. Inga underarter finns listade.